# 全日本剣道連盟居合
全日本剣道連盟居合（ぜんにほんけんどうれんめいいあい）は、1969年（昭和44年）に全日本剣道連盟（全剣連）が制定した居合道の形。剣道人のための居合道入門用の形として、居合道各流派の基本的な業や動作を総合して制定された。全剣連居合、制定居合とも呼ばれる。対して各流派の形は古流と呼ばれる。

## 制定までの経緯
1956年（昭和31年）、全剣連に居合道部が創設され、剣道と共に居合道も振興が図られた。昭和30年代後半頃、全剣連は、剣道人に日本刀の感覚が薄れ竹刀の操作に特化していく状況を危ぶみ、剣道人に居合道を推奨する方針を打ち出した。
全剣連は、剣道修行者も習いやすい統一された居合道の形を作るために、全国から次の7名を招集して会合を持った。ただし当時は全剣連の財源も乏しく、会合は1回だけで終わった。
| 氏名     | 段位（当時） | 流派           |
| -------- | ------------ | -------------- |
| 吉澤一喜 | 範士八段     | 伯耆流         |
| 政岡壹實 | 範士八段     | 無双直伝英信流 |
| 武藤秀三 | 範士八段     | 長谷川英信流   |
| 末次留蔵 | 範士八段     | 夢想神伝流     |
| 山本晴介 | 範士八段     | 無双直伝英信流 |
| 檀崎友彰 | 教士八段     | 夢想神伝流     |
| 紙本栄一 | 教士八段     | 夢想神伝流     |

1966年（昭和41年）、全剣連は本格的に形の作成を企画し、先の7名に5名を加え、居合道研究委員会を発足させた。
| 氏名     | 段位（当時） | 流派         |
| -------- | ------------ | ------------ |
| 山蔦重吉 | 範士八段     | 夢想神伝流   |
| 寺井知高 | 範士八段     | 長谷川英信流 |
| 大村唯次 | 教士八段     | 夢想神伝流   |
| 澤山収蔵 | 教士八段     | 伯耆流       |
| 額田長   | 教士八段     | 夢想神伝流   |

10数回の会合の後、1969年（昭和44年）に7本の形が制定された。その礼法や業は主に無双直伝英信流と夢想神伝流の折衷であった。1980年（昭和55年）、3本が追加され、日本剣道形に倣って10本とされた。1988年（昭和63年）には、解説文の用語、仮名遣い、文体などが理解しやすいものに改正され、「受け流し」などの業の改正もおこなわれた。さらに、2000年（平成12年）に2本が追加され、現在は12本となっている。

## 技術
全日本剣道連盟居合の研究委員会では、居合の生命として、
- 抜き付けの横一文字

- 止めの縦一文字

- 両斜めの袈裟切り

- 返す刀

- 撃突の一刀

に尽きるとした。この五つの基本技術をもとにして業が設定された。
また、制定の業は、どの流派の業にもとらわれない、という前提のため、礼法では、初めと終わりの刀礼の作法については無双直伝英信流と夢想神伝流の作法に基づいている。ただし、座礼のときの刀の置き方は独自のものである。また、業の動作でも、一本目「前」の振りかぶりを無双直伝英信流と夢想神伝流の中間にしている。

### 業の名称と想定
1969年（昭和44年）制定
一本目　前
対座している敵の殺気を感じ、機先を制してこめかみに抜き付け、さらに真っ向から切り下ろして勝つ。
二本目　後ろ
背後からすわっている敵の殺気を感じ、機先を制してこめかみに抜き付け、さらに真っ向から切り下ろして勝つ。
三本目　受け流し
左横に座っていた敵が、突然立って切り下ろしてくるのを鎬で受け流し、さらに袈裟に切り下ろして勝つ。
四本目　柄当て
前後に座っている二人の敵の殺気を感じ、まず正面の敵の水月に柄頭を当て、続いて後ろの敵の水月を突き刺し、さらに正面の敵を真っ向から切り下ろして勝つ。
五本目　袈裟切り
前進中、前から敵が刀を振りかぶって切りかかろうとするのを逆袈裟に切り上げ、さらにかえす刀で袈裟に切り下ろして勝つ。
六本目　諸手突き
前進中、前後三人の敵の殺気を感じ、まず正面の敵の右斜め面に抜き打ちし、さらに諸手で水月を突き刺す。つぎに、後ろの敵を真っ向から切り下ろす。続いて正面からくる次の敵を真っ向から切り下ろして勝つ。
七本目　三方切り
前進中、正面と左右三方の敵の殺気を感じ、まず右の敵の頭上に抜き打ちし、つぎに、左の敵を真っ向から切り下ろし、続いて、正面の敵を真っ向から切り下ろして勝つ。
1980年（昭和55年）追加
八本目　顔面当て
前進中、前後二人の殺気を感じ、まず正面の敵の顔面に「柄当て」し、続いて後ろの敵の「水月」を突き刺し、さらに正面の敵を真っ向から切り下ろして勝つ。
九本目　添え手突き
前進中、左の敵の殺気を感じ、機先を制して右袈裟に抜き打ちし、さらに腹部を添え手で突き刺して勝つ。
十本目　四方切り
前身中、四方の敵の殺気を感じ、機先を制してまず刀を抜こうとする右斜め前の敵の右こぶしに「柄当て」し、つぎに左斜め後ろの敵の「水月」を突き刺し、さらに右斜め前の敵、続いて右斜め後ろの敵、そして左斜め前の敵をそれぞれ真っ向から切り下ろして勝つ。
2000年（平成12年）追加
十一本目　総切り
前進中、前方の敵の殺気を感じ、機先を制してまず敵の左斜め面を、つぎに右肩を、さらに左胴を切り下ろし、続いて腰腹部を水平に切り、そして真っ向から切り下ろして勝つ。
十二本目　抜き打ち
相対して直立している前方の敵が、突然、切りかかってくるのを、刀を抜き上げながら退いて敵の刀に空を切らせ、さらに真っ向から切り下ろして勝つ。

## 全剣連居合に対する評価
- 政岡壹實

1912年（大正元年）に制定された日本剣道形によって各流派の形が消えたことを理由に挙げ、初心者なら大森流を稽古すれば充分で、それ以上付け加える業は無いと主張したが、統一形の必要性を主張する全剣連内の流れに抗しきれず、制定委員長を務めた。
- 末次留蔵

「各流派を代表した覚悟の先生としては譲れぬ点が多いので、意見が対立してもめた。同じ流派を名乗っていても違うところがあるのだから、これはしょうがない。古流とは根本的に違う。本の冒頭に書いてあるように剣道をする人がやれるように初心者用に作ってあるのだから、これは全剣連の居合です。古流は古流です。それとは別の制定居合を一応やっておくように」と妥協する姿勢を示したが、全剣連居合が剣道人にあまり普及せず、居合道の昇段の道具になっていく傾向を見て、「いつの間にか趣旨と違って制定居合が居合道に押しつけられてきたな」と不快感を表わした。
- 紙本栄一

1990年（平成2年）に『剣道日本』紙上において、「かつて日本剣道形が作られたときに、各流派が編み出した形からどのようにして代表的なものを組み合わせるか、非常に苦労された、と聞きましたが、全剣連居合も生みの苦しみというか、剣の理合に合うようにという一点に絞ってあっても意見が対立してたいへんでした。（中略）同じ流派でも習った先生がちがったり、戦中戦後の空白もあるものだから、やはり少し認識がちがう」と述べた。
- 檀崎友彰

1990年（平成2年）に『剣道日本』紙上において、「最近では初伝の大森流もやらんで全剣連居合ばかりという人もいるそうだが、それでは居合はわからんですよ」「全日本剣道連盟居合にいくら精通しても居合を知ったことにはならない」と述べた。

## 普及の現状
紙本栄一は「剣居一体」という言葉を作り、全剣連居合の普及に努めたが、本来の対象とされた剣道人にはあまり普及しなかった。一方、居合道の門戸が開かれ、少年や女性など居合道人口は増えた。紙本は「最近は剣道をまったくやったことのない人が居合道に入ってくるようになり、この剣居一体はまた別の意味で警鐘となるかも知れません」と述べている。
現在、全剣連の居合道昇段審査や居合道大会では、各流派に伝承されている独自の業（古流）とともに、全剣連居合が指定業となっている。そのため、全剣連居合の習得は必要不可欠な条件となっており、全剣連に所属する居合道場では、全剣連居合と古流とが併修されている。指導者の方針にもよるが、多くの居合道入門者は、まず全剣連居合を学び、居合道の基礎を身につけた後に、古流に入る場合が多い。また、各県の剣道連盟では、居合道の講習会として、全剣連居合の指導が行われている。審判法・着眼点も整備されており、審判員の講習も盛んに行われている。